# Autosprint
Autosprint è un settimanale italiano specializzato in automobilismo, edito da Corriere dello Sport.

## Storia
La rivista fu fondata a Torino nel 1961 dalla giornalista Renata Anselmo e ceduta l'anno successivo all'editore Luciano Conti di Bologna, che nel 1966 chiamò in redazione il giornalista Marcello Sabbatini, promosso alla direzione nel 1968. La crescita di Autosprint era seguita con favore da Enzo Ferrari, amico di Conti e di Sabbatini, che riteneva insufficiente, rispetto al presumibile interesse degli appassionati, lo spazio dedicato alle gare automobilistiche dalle testate tradizionali, come Quattroruote e L'Auto Italiana, e caldeggiava la creazione di una testata esclusivamente dedita al settore delle competizioni automobilistiche.
Per qualche tempo Ferrari fu anche collaboratore di Autosprint, firmando la rubrica "Il tunnel". Il periodico, inizialmente quindicinale, ebbe un gradimento crescente da parte del pubblico. Nel 1966 Autosprint divenne settimanale e cominciò a uscire in edicola ogni martedì (lunedì in alcuni periodi). Poté così sfruttare i vantaggi di un'informazione d'attualità sulle corse del fine settimana appena trascorso. A causa del crescente interesse per l'automobilismo, negli anni '70 e '80 la tiratura crebbe notevolmente per stabilizzarsi, negli anni settanta e ottanta, sulle 200 000 copie. Sotto la direzione di Sabbatini Autosprint raggiunse il suo apice nel giorno della vittoria di Jody Scheckter in Formula 1 con la Scuderia Ferrari nel Gran Premio d'Italia 1979 a Monza quando arrivò a toccare la tiratura record di 300 000 copie.
Per alcuni anni negli anni 70 la rivista fu affiancata da un mensile "Autosprint Mese", dedicato agli approfondimenti e ai reportage fotografici, e dalla trasmissione televisiva TeleSprint, in onda sul circuito Elefante Tv.
Nel 1981 Marcello Sabbatini, dopo contrasti con l'editore di allora, lasciò la direzione del settimanale per fondare Rombo, un'altra rivista di automobilismo. Venne sostituito da Gianni Cancellieri che era stato redattore di Autosprint dal 1962 al 1968. Nel 1984 la direzione del settimanale passò prima a Italo Cucci, l'anno successivo a Carlo Cavicchi che la tenne per 14 anni lasciando l'incarico nel 1999, sostituito da Guido Schittone. Dopo di lui al timone del settimanale si alternarono Ivan Zazzaroni (2001), Tommaso Valentinetti (2003) e Roberto Boccafogli (2005). Nel 2007 alla direzione di Autosprint fu nominato Alberto Sabbatini, figlio di Marcello, che ricoprì per nove anni l'incarico di direttore sia del settimanale, sia del mensile Auto, appartenente alla medesima casa editrice.
Nel novembre 2016 gli è succeduto Andrea Cordovani, già caporedattore della stessa rivista.

## Contenuti
La rivista, che esce ogni martedì nelle edicole, tratta principalmente dei maggiori campionati nazionali e internazionali disputati nelle varie discipline sportive dell'automobilismo e altri argomenti correlati all'automobile.

## Iniziative

Michele Alboreto e Riccardo Patrese premiati, nel dicembre del 1980, con i "Caschi d'Oro".

Dal 1966 organizza la manifestazione "Caschi d'Oro" in cui vengono assegnati dei premi (i Caschi d'Oro,che ricordano stilisticamente il premio Oscar) ai miglior piloti della stagione appena trascorsa.
A giugno 2010 è stata creata anche una versione digitale di Autosprint per iPad.